# Грессер, Пётр Александрович
Пётр Александрович Грессер (1799—1865) — генерал-лейтенант, директор Александровского кадетского корпуса.

## Биография
Происходил из дворян Лифляндской губернии. Родился 4 (15) декабря 1799 года, сын героя Отечественной войны 1812 года генерал-лейтенанта Александра Ивановича Грессера от его первого брака с графиней Луизой Петровной Сухтелен. По матери — племянник генерала П. П. Сухтелена. Имел брата Александра (1801—1868).
Образование получил в Пажеском корпусе, из которого выпущен 20 марта 1819 года прапорщиком в лейб-гвардии Литовский полк. В чине штабс-капитана был адъютантом у великого князя Константина Павловича и находился вместе с ним в Варшаве 17 ноября 1830 года, когда вспыхнул Польский мятеж. Грессер был послан великим князем на разведку в город и там был окружён мятежниками и захвачен в плен, причём получил раны: три сабельных удара в голову, два таковых же удара в ногу ниже колена, удар штыком в живот (без повреждения кишок), перелом предпястной кости правой руки и несколько контузий от ударов ружейных прикладов. В скором времени был освобождён и по излечении от ран принял участие в завершающих делах при подавлении восстания; 25 июня 1831 года был назначен флигель-адъютантом, 16 сентября того же года ему была пожалована золотая полусабля с надписью «За храбрость» и тогда же получил орден Св. Владимира 4-й степени с бантом.
В 1832 году произведён полковники и затем назначен исправлять должность командира Императорской Главной квартиры. С 19 февраля 1839 года был назначен командиром Гренадерского Принца Евгения Виртембергского полка, с оставлением в звании флигель-адъютанта; 4 декабря 1841 года за беспорочную выслугу 25 лет в офицерских чинах награждён орденом Св. Георгия 4-й степени (№ 6406 по кавалерскому списку Григоровича — Степанова).
Был произведён в генерал-майоры 11 апреля 1843 года, в генерал-лейтенанты — 26 ноября 1852 года. Долгое время (1851—1863) занимал должность директора Александровского сиротского кадетского корпуса. 
Скончался 6 (18) июня 1865 года в своём имении Разницы Подольского уезда Московской губернии, похоронен возле местной церкви.

## Награды
- орден Св. Владимира 4-й ст. с бантом (1831)
- золотая полусабля с надписью «За храбрость» (1831)
- орден Св. Георгия 4-й степени (1841)
- орден Св. Станислава 1-й ст. (1847)
- орден Св. Анны 1-й ст. (1849; императорская корона к ордену — 1851)
- орден Св. Владимира 2-й ст. (1855)

иностранный орден Св. Иоанна Иерусалимского (1835)

## Семья
Жена (с 30.04.1834) — Екатерина Евгеньевна Оленина (16.05.1810—11.08.1872), дочь генерал-майора Евгения Ивановича Оленина от его брака с Варварой Петровной Хитрово. Ей от матери досталась усадьба Воскресенское. По словам современника, мадам Грессер была «прездоровая и претолстая дама» и имела «перелетных детей»: сын Евгений (1841—1891; генерал-майор); дочери — Варвара (1836— ?; замужем за князем Н. Е. Мышецким), Софья (1845—1919; в замужестве Болотова), Лидия (1847— ?; в замужестве Багговут) и Ольга (1848—?; замужем за юристом Батуриным).
Всего за женой числилось 1429 душ в московской, калужской, орловской и смоленской губерниях.